# 王瀅
王瀅（1979年11月24日—） ，本名王依筠，台灣女藝人。舅父為庾澄慶。
2010年與熱戀半年的男國建設小開楊立傑「閃電結婚」，婚後育有三女。

## 作品

### 主持
- 《地球任務大作戰》
- 《歡樂龍虎榜》

### 音樂
- 唱片：貝殼的眼淚

### 電視劇
- 2001年
  - 《流星花園》饰演主角杉菜的路人同学
- 2002年
  - 《U-TOUCH四號宿舍》飾王依依
- 2010年
  - 《日落之前我愛你》

### 電影
- 2007年
  - 《神選者》

### MV演出
- 《好朋友★無情的情書》
- 《唱片貝殼的眼淚》(中國發行)
- 《本草纲目》

### 書籍
- 《流行飾品DIY》